# Christian Nyffenegger
Christian Nyffenegger (* 24. April 1967) ist ein Schweizer Badmintonspieler.

## Karriere
Christian Nyffenegger wurde 1991 erstmals Schweizer Meister, wobei er im Herrendoppel mit Hubert Müller erfolgreich war. 1992 gewann er den Titel im Herreneinzel, 1995 noch einmal den Titel im Doppel.

## Sportliche Erfolge
| Saison | Veranstaltung                   | Disziplin    | Platz | Name                                  |
| ------ | ------------------------------- | ------------ | ----- | ------------------------------------- |
| 1991   | Schweizer Einzelmeisterschaften | Herrendoppel | 1     | Hubert Müller / Christian Nyffenegger |
| 1992   | Schweizer Einzelmeisterschaften | Herreneinzel | 1     | Christian Nyffenegger                 |
| 1995   | Schweizer Einzelmeisterschaften | Herrendoppel | 1     | Christian Nyffenegger / Thomas Wapp   |